# Stranger in Moscow
Stranger in Moscow è un singolo del cantante statunitense Michael Jackson, il sesto e ultimo estratto dall'album HIStory: Past, Present and Future - Book I. Fu pubblicato in tutto il mondo nel novembre del 1996, fatta eccezione per gli Stati Uniti dove fu distribuito nell'agosto dell'anno successivo.
Il brano, scritto da Jackson mentre si trovava in tournée a Mosca nel 1993, fu concepito nel pieno del clamore mediatico suscitato dalle accuse di pedofilia mosse contro l'artista, che nel testo fa riferimento a un'«improvvisa perdita della reputazione» («sudden fall from grace»).
Stranger in Moscow è annoverata fra le canzoni di Jackson più apprezzate dalla critica. Dal punto di vista commerciale, per contro, il singolo ha conosciuto alterne fortune e ha conseguito risultati al di sotto della fama del cantante, ottenendo la prima posizione soltanto in Italia e in Spagna. Il 19 giugno 2006 il pezzo è stato ristampato come parte del cofanetto Visionary: The Video Singles, raggiungendo nuovamente la vetta della classifica spagnola.
Il videoclip del brano ritrae sei personaggi solitari e distaccati dal mondo attorno a loro, tra i quali figura il medesimo Michael Jackson. La canzone è stata eseguita regolarmente durante l'HIStory World Tour nel biennio 1996-1997.

## Genesi e contesto

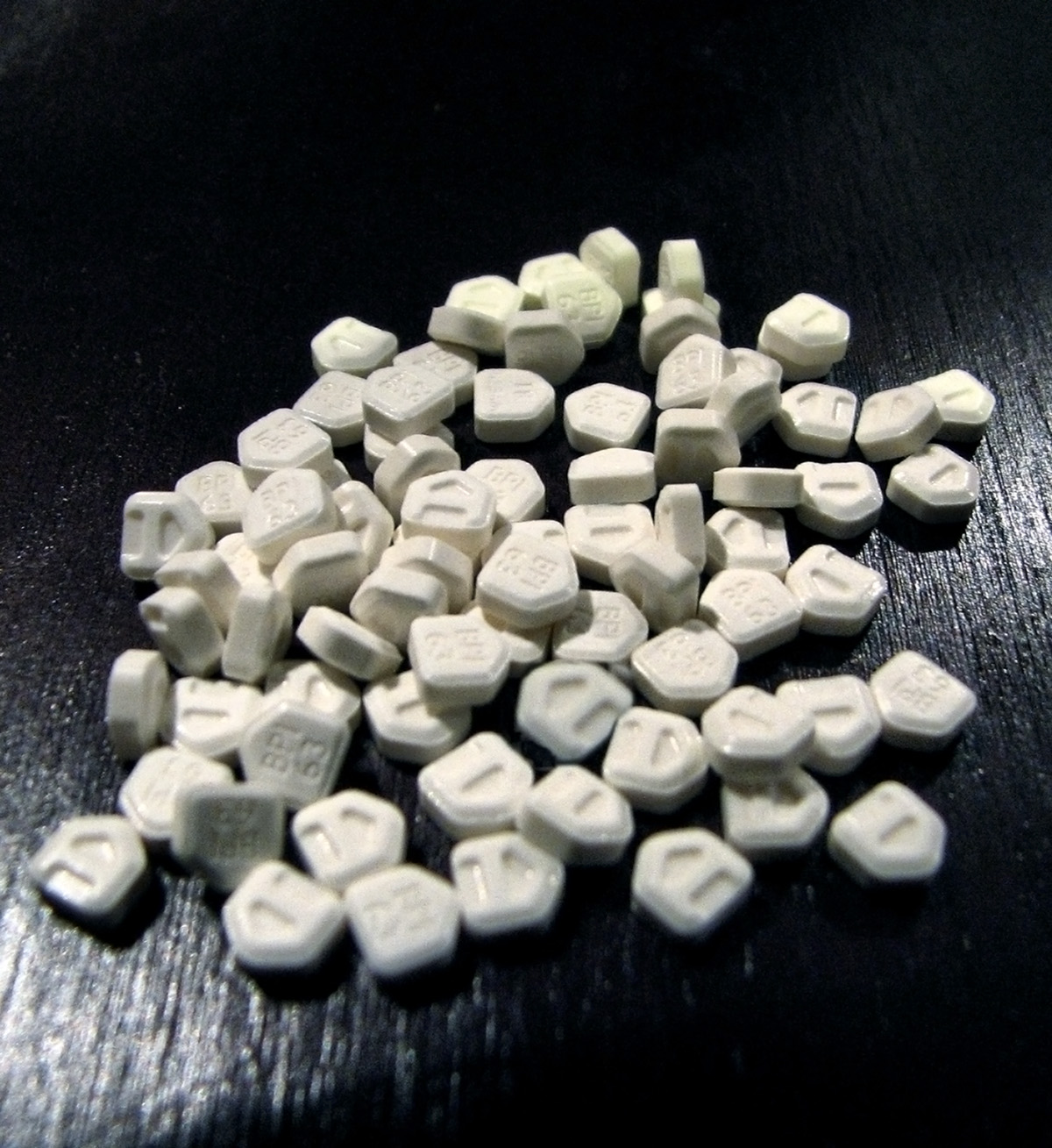
Compresse da 0,5 mg di Ativan, di cui Jackson iniziò a far regolarmente uso nel 1993, dopo essere stato accusato per la prima volta di pedofilia

Nel libro The Many Faces of Michael Jackson, l'autore Lee Pinkerton ha osservato come molti brani di HIStory, tra i quali anche Stranger in Moscow, rappresentino delle reazioni di Jackson agli avvenimenti reali succedutisi nella sua vita personale.
Nel 1993, il rapporto fra Jackson e la stampa fu compromesso dalle accuse di molestie sessuali verso i minori a causa delle quali la terza parte del Dangerous World Tour fu annullata. Mentre l'indagine giudiziaria aveva luogo, il cantante divenne oggetto di un'attenzione ipertrofica da parte dei mezzi di comunicazione; a questo proposito egli commentò:
Secondo Jackson, infatti, alcune testate non lesinarono titoli poco obiettivi per attirare lettori e spettatori, mentre alcuni giornali pubblicarono – in cambio di denaro – testimonianze false contro di lui nonché atti dell'inchiesta trafugati dagli uffici competenti.
Negli stessi mesi, il musicista cominciò a fare uso regolare di antidolorifici e di altri farmaci, in particolar modo di Valium, Xanax e Ativan, per affrontare lo stress provocato dalle accuse formulate a suo carico. Proprio il massiccio uso di antidolorifici sarebbe stata, anni dopo, una delle cause verosimili della sua morte. In quel periodo iniziarono anche a circolare voci secondo cui Jackson aveva perso circa 4,5 kg di peso e aveva smesso di mangiare. La salute del cantante era deteriorata al tal punto da costringerlo a iniziare una terapia di riabilitazione: l'artista prenotò l'intero quarto piano di una clinica, dove i medici gli imposero una cura a base di Valium IV per fargli cessare l'uso di antidolorifici. In quella circostanza, il suo portavoce dichiarò ai giornalisti che Jackson era «a malapena in grado di ragionare». Durante la sua permanenza in clinica, il cantante prese parte a sedute di terapia individuali e di gruppo.
Nel momento in cui Jackson lasciò gli Stati Uniti per andare in riabilitazione, i mezzi di comunicazione parvero lucrare sul momento difficile dell'artista. Il Daily Mirror indisse un concorso chiamato «Spot the Jacko» che metteva in palio un viaggio a Disney World per i lettori che avessero scoperto la clinica in cui era ricoverato il cantante. Il Daily Express titolò in prima pagina «La star depressa affronta la vita fuggendo» («Drug Treatment Star Faces Life on the Run»), mentre il News of the World accusò Jackson di essere un latitante. Gli stessi tabloid diffusero anche la falsa notizia che Jackson si trovava in Europa per sottoporsi a vari interventi di chirurgia plastica, in modo tale da rendersi irriconoscibile al suo ritorno.

## Descrizione
Stranger in Moscow è una ballad in stile rhythm and blues, scritta da Michael Jackson in una stanza d'hotel a Mosca nel settembre del 1993, in occasione della tappa russa del Dangerous World Tour. Durante la sua permanenza in albergo, il cantante si affacciò alla finestra e vide una folla che lo acclamava; malgrado l'affetto dei fan, egli continuava a sentirsi solo e il suo stato d'animo malinconico, unito all'atmosfera cupa della città, offrì lo spunto per il brano. A questo riguardo il cantante raccontò:
Con il suo tempo di 66 battiti per minuto, Stranger in Moscow si annovera fra i pezzi più lenti composti dall'artista. La chitarra in sottofondo è di Steve Lukather, mentre tastiere, sintetizzatori e bassi sono di David Paich e Steve Porcaro, tutti e tre membri dei Toto, con cui Jackson aveva già collaborato ai tempi di Thriller.
Originariamente l'album HIStory, del quale la canzone fa parte, era stato progettato per essere un Greatest Hits con qualche traccia inedita, finalizzato a favorire il rilancio dell'immagine del cantante dopo le accuse di pedofilia. Tuttavia, dopo la registrazione di Stranger in Moscow, Jackson e i suoi collaboratori rimasero così soddisfatti del risultato che decisero di inserire nell'album un secondo disco, composto esclusivamente da tracce inedite. Un remix del pezzo è presente nell'album Blood on the Dance Floor: HIStory in the Mix del 1997, mentre la canzone originale è stata inserita in versione leggermente ridotta nell'antologia The Ultimate Collection del 2004.

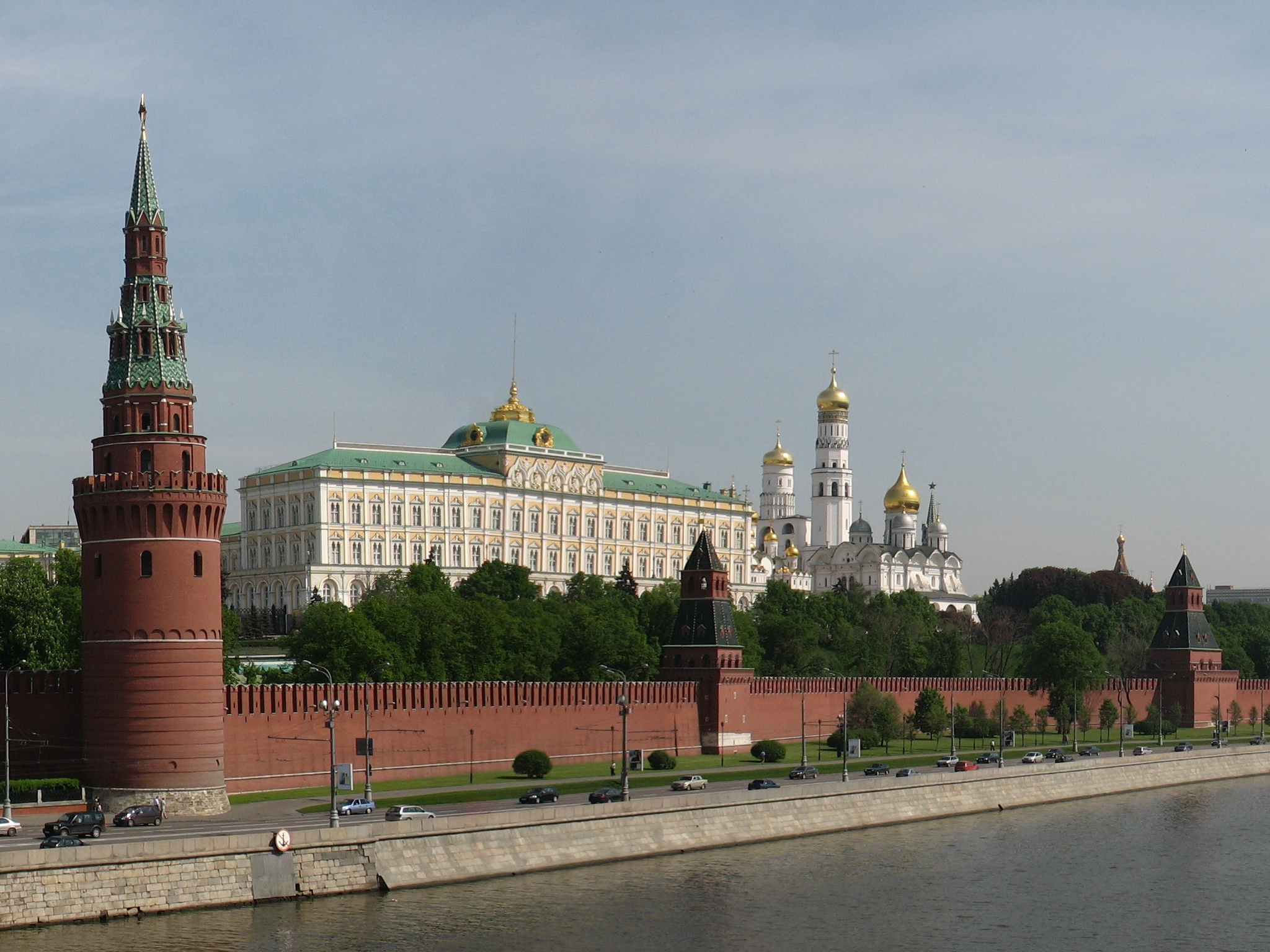
Il Cremlino di Mosca, menzionato nel testo del brano

Secondo il giornalista William Swygart di Stylus Magazine, i numerosi riferimenti all'immaginario e al simbolismo russo contribuiscono a suscitare nell'ascoltatore occidentale un senso di paura e alienazione. Nel testo di Stranger in Moscow sono infatti menzionati il Cremlino di Mosca e la tomba di Stalin. Nella parte conclusiva del pezzo, una voce, che è quella di un agente del KGB di nome Ed Wiesnieski, sussurra la seguente frase in lingua russa: «Зачем ты приехал к нам, враг от Запада? Признайся! Он приехал, чтобы украсть у нас великие достижения народа, великие труды рабочих» (traduzione: «Perché sei venuto qui dall'Occidente? Confessa! Per sottrarre le grandi conquiste del popolo, le grandi realizzazioni dei lavoratori...»).

### Versioni
La versione presente nell'album HIStory è introdotta da un suono artificiale che riproduce l'effetto della pioggia, assente in tutte le altre versioni ridotte.
- Stranger in Moscow (versione album) – 5:44 – versione inclusa in HIStory
- Stranger in Moscow (versione ridotta) – 5:24 – versione utilizzata nelle raccolte; viene tagliata l'introduzione con la pioggia e parte della voce che sussurra alcune parole in lingua russa
- Stranger in Moscow (versione radio) – 4:05 – versione utilizzata per i passaggi radiofonici
- Stranger in Moscow (versione video) – 5:34 – versione utilizzata nel video della canzone; viene tagliata solo l'introduzione con la pioggia

### Caratteristiche tecniche
- Tonalità: Mi bemolle maggiore[31]
- Battiti per minuto: 66[31]
- Misura: 4/4[31]

## Legame con il videogiocoSonic the Hedgehog 3
Sussiste una certa somiglianza fra Stranger in Moscow e la melodia conclusiva del videogioco Sonic the Hedgehog 3 su Sega Mega Drive, pubblicato nel 1994; altre musiche dello stesso gioco presentano accordi simili ad alcune canzoni dell'album precedente di Jackson, Dangerous. Secondo quanto è stato riportato, infatti, il cantante avrebbe dovuto contribuire alla colonna sonora del gioco, ma la SEGA decise di annullare il progetto in corso d'opera a causa delle accuse di pedofilia ricevute dall'artista. A questo riguardo, Roger Hector – all'epoca dei fatti direttore della divisione sviluppo della SEGA – ha dichiarato in un'intervista del 2005:
Il tastierista Brad Buxer, che collaborò con Jackson alla stesura delle basi musicali per Sonic 3, ha affermato che la vicenda si svolse in maniera diversa:
Almeno due delle tracce presenti nel videogioco sono versioni strumentali di pezzi registrati da Buxer e Jackson, inclusa Stranger in Moscow, utilizzata nei titoli di coda. Inoltre, la musica di sottofondo della Carnival Night Zone incorpora elementi di un'altra canzone di Jackson, Jam, tratta dall'album Dangerous.

## Accoglienza critica
La canzone ha ricevuto un'accoglienza positiva da parte della stampa specializzata.
James Hunter della rivista Rolling Stone ha commentato: «Jackson è adirato, triste, straziato, incendiario, furibondo per ciò che egli definisce, in Stranger in Moscow, una "rapida e inopinata perdita della reputazione". [...] HIStory appare come il lavoro di qualcuno che provi nostalgia per Thriller. Occasionalmente questa attenzione per il passato lavora a vantaggio di Jackson: in Stranger in Moscow egli richiama il synth pop degli anni ottanta, dando forma nel contempo a desolate manifestazioni di pericolo e solitudine che possono competere con il dolore di qualsiasi rocker di Seattle».
Jon Pareles del New York Times ha affermato: «Le ballate sono riccamente melodiche. Stranger in Moscow, con versi bizzarri come "Stalin's tomb won't let me be" ("La tomba di Stalin non mi lascerà stare"), ha un ritornello bellissimo che reitera la domanda "How does it feel?" ("Come ci si sente?")». Fred Shuster del Los Angeles Daily News ha descritto Stranger in Moscow come «una lussureggiante, splendida ballata in tono dimesso con uno dei ritornelli più orecchiabili dell'album».
Stephen Thomas Erlewine, nella sua recensione di HIStory per AllMusic, ha scritto: «Jackson crea del pop di buona fattura che si colloca fra le sue opere migliori. [...] Stranger in Moscow è una delle sue ballate più inquietanti». Bruce Swedien, collaboratore di Jackson per molti anni, ha descritto il pezzo come «una delle migliori canzoni che Michael abbia mai prodotto». Patrick Macdonald del Seattle Times, invece, ha parlato di «una bella ballata cosparsa con il suono della pioggia», mentre Josephine Zohny di PopMatters ha osservato come il testo dipinga in maniera efficace «uno stato d'animo di angosciosa solitudine». Tom Molley di Associated Press ha presentato il brano come una «descrizione eterea e commovente di un uomo ferito da un'"improvvisa e rapida perdita della reputazione" che cammina all'ombra del Cremlino».
Chris Willman del Los Angeles Times ha scritto: «La traccia migliore del disco, Stranger in Moscow, si allontana solo di un passo dall'ossessiva paranoia che caratterizza gran parte dell'album, risultando maggiormente affine alla paura più intensa e indefinita che contraddistingue una hit del passato come Billie Jean. Jackson immagina di essere solo e alla deriva in un'inquietante Russia dell'era pre-glasnost', braccato da un invisibile KGB: "Here abandoned in my fame, Armageddon of the brain" ("Qui abbandonato nella mia fama, Armageddon del cervello") canta con tono cupo e austero nelle strofe, prima che – dopo quattro minuti – si scateni un'estesa coda e la vittima improvvisamente perda la propria compostezza per iniziare a lamentarsi della sua solitudine desolata e inconsolabile. È qui, in questa canzone, che alberga il vero genio – e forse la vera personalità – di Michael Jackson».
Rod Temperton, uno dei compositori di Jackson nei suoi primi anni di carriera solista, è convinto che questo sia il miglior brano dell'artista.
Joseph Vogel, nel suo testo Man in the Music: The Creative Life and Work of Michael Jackson, afferma che «pur sembrando soltanto una semplice ballata in minore, l'arrangiamento scarno di Stranger in Moscow cattura alla perfezione il senso di distacco e di vuoto di un uomo alienato dal mondo che lo circonda». In quanto al testo, Vogel aggiunge che è «il più affascinante della carriera di Jackson, e ricorda T. S. Eliot o Rainer Maria Rilke».

## Video musicale
Il video musicale di Stranger in Moscow, girato in bianco e nero dal fotografo Nick Brandt, è ambientato a Los Angeles e ha come protagonisti sei individui che si trovano in un paesaggio urbano, scevri da ogni contatto col mondo che li circonda. La prima metà del video introduce queste figure: un uomo che osserva la città dalla finestra della propria camera da letto, una donna seduta da sola in un bar, un uomo senza fissa dimora sdraiato su di un marciapiede, una figura solitaria che dà da mangiare ai piccioni, un ragazzo escluso da una partita di baseball e infine lo stesso Michael Jackson che cammina per le strade della città. Il cantante è stato inserito nell'ambiente circostante attraverso la tecnica del chroma key.
Nella seconda metà del filmato, la pioggia inizia a scendere sulla città e gli abitanti cercano di fuggire; il tutto è mostrato in slow-motion. Dal loro rifugio sicuro, i sei "stranieri" osservano tutti gli altri affannarsi inutilmente per mettersi al riparo dall'improvviso cambiamento delle condizioni atmosferiche. Alla fine decidono di uscire, rivolgendo gli occhi verso il cielo per consentire alla pioggia di bagnarli. Il video si conclude con Jackson che allarga le braccia e scuote i capelli sotto la pioggia; durante questa scena è possibile sentire la frase pronunciata da Ed Wiesnieski, un agente del KGB.
Il biografo di Jackson, J. Randy Taraborrelli, ha dichiarato che il video si basa sulla vita reale dell'artista. Il cantante, infatti, era solito camminare di notte da solo in cerca di nuovi amici, anche al culmine della sua popolarità musicale. Gli anni ottanta videro un significativo cambiamento dell'umore di Jackson, che divenne profondamente infelice. Sul suo stato d'animo il cantante ebbe a dire:
Il filmato è presente nella raccolta video HIStory on Film, Volume II, nel box set Michael Jackson's Vision e nel lato DVD del singolo pubblicato per il cofanetto Visionary.
Il video di Stranger in Moscow ha ispirato lo spot pubblicitario per l'ICC Champions Trophy del 2004, in cui si vede una fanciulla vagare sotto la pioggia mentre alcuni bambini giocano a cricket.

## Esibizioni dal vivo
Jackson eseguì per la prima volta Stranger in Moscow dal vivo il 7 settembre 1996 a Praga, nell'esibizione di debutto dell'HIStory World Tour, quando il pezzo prese il posto di Human Nature all'interno delle scalette dei concerti. Dopo diversi anni, il brano fu provato anche nel 2009, in previsione dello spettacolo This Is It, poi cancellato a causa dell'improvvisa morte del cantante.
Jackson eseguiva il brano indossando sempre una giacca dorata abbinata a dei pantaloni del medesimo colore, e cantando in playback, in modo tale da concentrarsi sui passi di danza. Nelle parti strumentali, l'artista si esibiva in vari movimenti robotici. Insieme a Billie Jean e Smooth Criminal, Stranger in Moscow era uno dei pochi pezzi in cui veniva eseguito il celebre moonwalk.

## Riscontro commerciale
Il brano ha riscosso un discreto successo sotto il profilo commerciale, segnalandosi come l'ultimo pezzo della carriera di Jackson capace di un certo impatto sulle classifiche di vendita.
Il singolo fu distribuito ufficialmente il 4 novembre 1996, diciotto mesi dopo l'uscita dell'album HIStory, allorché buona parte del materiale del disco era già stata pubblicata e accolta in modo caloroso. Negli Stati Uniti arrivò quasi un anno dopo, il 28 agosto 1997, ottenendo un successo inferiore rispetto agli altri singoli estratti dal medesimo album: nella principale classifica statunitense, la Billboard Hot 100, il brano raggiunse soltanto la 91ª posizione. Al contrario, Stranger in Moscow conseguì una discreta popolarità in Europa, guadagnando la prima posizione in Italia e in Spagna.
Nel 2006, a dieci anni dalla sua pubblicazione, la canzone fu ristampata come parte del cofanetto Visionary: The Video Singles, ottenendo, per la seconda volta, la prima posizione in Spagna. Nel 2009, a seguito della morte prematura di Michael Jackson, il singolo ritornò nelle classifiche di vendita di alcune nazioni europee come Germania, Paesi Bassi e Svizzera.

## Tracce
CD singolo
1. Stranger in Moscow (Radio Version) – 4:05
2. Stranger in Moscow (Tee's Radio Mix) – 4:21
3. Stranger in Moscow (Charles Roane's Full R&B Mix) – 4:30
4. Stranger in Moscow (Tee's Light AC Mix) – 4:24
5. Stranger in Moscow (Album Version) – 5:44

CD maxi singolo (Austria)
1. Stranger in Moscow – 5:44
2. Stranger in Moscow (Hani's Extended Chilli Hop Mix) – 6:06
3. Stranger in Moscow (Hani's Num Radio Mix) – 10:20
4. Stranger in Moscow (Basement Boys Radio Mix) – 4:06
5. Stranger in Moscow (Spensane Vocal R&B Mix) – 4:48
6. Stranger in Moscow (12" Dance Club Mix) – 8:18

CD maxi singolo (Stati Uniti)
1. Stranger in Moscow (Tee's Radio Mix) – 5:21
2. Stranger in Moscow (Charles Roane's Full R&B Mix) – 4:30
3. Stranger in Moscow (Hani's Num Radio Mix) – 3:30
4. Stranger in Moscow (Tee's In-House Club Mix) – 6:54
5. Stranger in Moscow (Basement Boys 12" Club Mix) – 8:18
6. Stranger in Moscow (Hani's Extended Chill Hop Mix) – 6:05
7. Off the Wall (Junior Vasquez Radio Mix) – 5:15

The Visionary Single
1. Stranger in Moscow (Radio Version) – 5:24
2. Stranger in Moscow (Tee's In-House Club Mix) – 6:54
3. Stranger in Moscow – 5:34

## Crediti

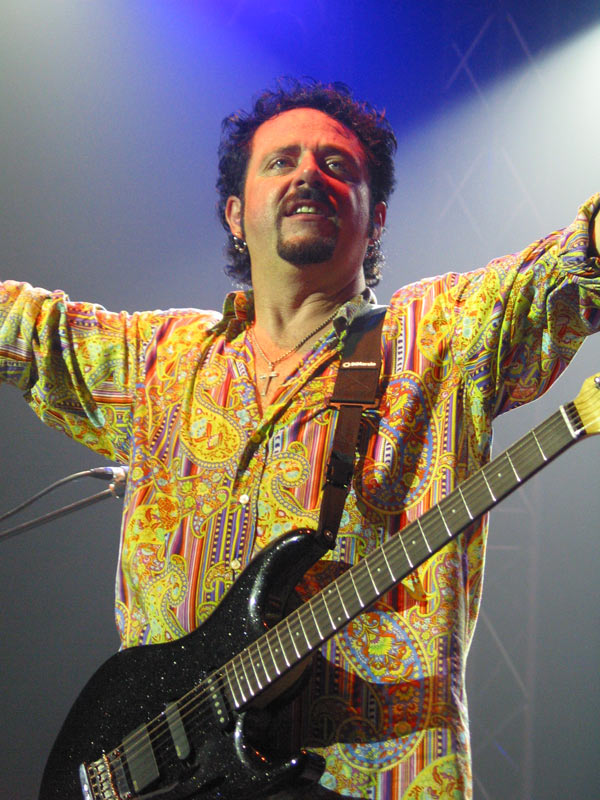
La chitarra di sottofondo in Stranger in Moscow è di Steve Lukather

- Scritta, composta e prodotta da Michael Jackson
- Arrangiamento vocale di Michael Jackson e John Barnes
- Voce solista e cori di Michael Jackson
- Chitarra di sottofondo di Steve Lukather[26]
- Tastiere, sintetizzatori e bassi di David Paich[26]
- Tastiere e sintetizzatori di Steve Porcaro[26]
- Arrangiamento ritmico di Michael Jackson e John Barnes
- Effetti digitali al Synclavier di Eric Chevlen
- Mixata da Bruce Swedien
- Voce in lingua russa di Ed Wiesnieski[55]

12" Dance Club Mix
- Tastiere – Gary Hudgins, Hoza Clowney
- Remix – The Basement Boys
- Cori – New Jersey Mass Choir

## Classifiche

### Classifiche settimanali
| Classifica (1996) | Posizione massima |
| ----------------- | ----------------- |
| Australia         | 14                |
| Austria           | 7                 |
| Belgio (Fiandre)  | 26                |
| Belgio (Vallonia) | 21                |
| Danimarca         | 8                 |
| Europa            | 6                 |
| Finlandia         | 14                |
| Francia           | 18                |
| Germania          | 21                |
| Irlanda           | 13                |
| Italia            | 1                 |
| Nuova Zelanda     | 6                 |
| Paesi Bassi       | 6                 |
| Regno Unito       | 4                 |
| Spagna            | 1                 |
| Svezia            | 21                |
| Svizzera          | 5                 |
| Classifica (1997) | Posizione massima |
| Stati Uniti       | 91                |
| Stati Uniti (R&B) | 50                |
| Classifica (2006) | Posizione massima |
| Irlanda           | 21                |
| Paesi Bassi       | 41                |
| Regno Unito       | 22                |
| Spagna            | 1                 |
| Svizzera          | 43                |
| Classifica (2009) | Posizione massima |
| Germania          | 80                |
| Paesi Bassi       | 48                |
| Regno Unito       | 91                |
| Svizzera          | 75                |

### Classifiche di fine anno
| Classifica (1996) | Posizione |
| ----------------- | --------- |
| Italia            | 15        |
| Paesi Bassi       | 87        |
| Spagna            | 10        |